# Doyleanthus arillata
Doyleanthus arillata là một loài thực vật có hoa trong họ Myristicaceae. Loài này được Capuron ex Sauquet mô tả khoa học đầu tiên năm 2003.